# HMS Royalist (1942)
HMS Royalist (89) (Корабль Его величества Роялист) — британский легкий крейсер, типа «Беллона» (улучшенный «Дидо»). Был заказан по чрезвычайной военной программе 4 сентября 1939 года и заложен на верфи Scotts Shipbuilding & Engineering Co., в Гриноке 21 марта 1940 года. Крейсер был спущен на воду 30 мая 1942 года, став одиннадцатым кораблем носящим это имя в британском флоте с 1796 года. Вступил в строй 10 сентября 1943 года. Девиз корабля звучал: Loyal above all — «Преданность превыше всего».

## История службы
По окончании строительства, 10 сентября 1943 года, крейсер приступил к приемочным испытаниям, в ходе которых были выявлены значительные дефекты. Их устранение на верфи заняло все время до марта 1944 года. В ходе устранения дефектов крейсер оснастили системой наведения самолётов.
30 марта крейсер участвовал вместе с линкорами Duke of York, Anson, крейсером Belfast и авианосцем Victorious в проводке арктического конвоя JW-58 и обратного RA-58. 3 апреля авианосцы, участвующие в операции, под эскортом крейсеров нанесли удар по немецкому линкору Тирпиц, стоящему в Альтен-фьорде. Эта операция (операция Tungsten) была выполнена одновременно с проводкой конвоев. 6 апреля крейсер вместе с кораблями флота вернулся в Скапа-Флоу.
10 апреля крейсер провел учения системы наведения истребителей в Скапа-Флоу.
12 апреля крейсер вместе с крейсером Sheffield сопровождал эскортные авианосцы Emperor и Striker в операции по атаке вражеского судоходства у берегов Норвегии. После окончания операции встал на ремонт в Тайне. Ремонт продолжался весь май, по окончании него, в июне, крейсер перешел на Средиземное море, для участия в планируемой высадке на Юге Франции. В ней он участвовал в качестве флагмана группы эскортных авианосцев TG88.1, которая осуществляла прикрытие штурмовой фазы операции (операция Dragoon). Крейсер выполнял роль корабля наведения истребителей.
28 августа крейсер был освобожден от проведения операции «Драгун» и был переведен в состав Британских сил Эгейского моря. В начале сентября он действовал севернее Крита, обеспечивая прикрытие действий эскортных авианосцев, перехватывающих эвакуируемых с островов.
15 сентября совместно с эсминцем Teazer перехватил и потопил малый КТ-транспорт Erpel и противолодочный корабль UJ2171 у мыса Спада (Спата, греч. Ακρωτήριο Σπάθα) на северо-западной оконечности Крита (операция Outing I).
24 сентября прикрывал эскортные авианосцы Emperor, Hunter, Khedive, Pursuer, Searcher и Stalker в операции по освобождению Эгейских островов и материковой Греции (операция Manna).
12 октября вместе с крейсерами Orion, Ajax, Black Prince, Argonaut, Aurora и Colombo сопровождал эскортные авианосцы и производил обстрел побережья. 30 октября после окончания операций прибыл в Александрию.
В ноябре и декабре 1944 года крейсер действовал в восточном Средиземноморье, его предполагалось использовать в составе Восточного флота. В январе 1945 года Роялист проходил ремонт в Александрии.
В феврале он совершил переход на Цейлон и в марте вошел в состав 21-й дивизии авианосцев.
23 апреля участвовал в обеспечении военной операции в восточных Индиях, сопровождая эскортные авианосцы Hunter, Stalker, Emperor, Khedive. 27 апреля вместе с крейсером Phoebe прикрывал 21-ю эскадру авианосцев во время высадки в Рангуне (операция Dracula). 4 мая сопровождал эскортные авианосцы во время их ударов по кораблям у побережья Tenasserim и аэродромам.
10 мая сопровождал эскортные авианосцы во время поиска у Прохода Полуторного Градуса японских кораблей, эвакуирующихся с Никобарских и Андаманских островов. 11 мая участвовал при авиационном ударе по Кар-Никобар. 14 мая располагался у Пролива шестого градуса для перехвата японских кораблей эсминцами 26-й флотилии. Эскорт был усилен крейсером Cumberland (операция Mitre). Эта операция завершилась потоплением японского тяжелого крейсера Хагуро. 16 мая прикрывал авиационный удар эскортных авианосцев Hunter и Khedive по Андаманским островам.
20 июня сопровождал эскортные авианосцы Stalker, Khedive и Ameer, совместно с крейсером Suffolk и 5-ю эсминцами. Авианосцы осуществляли ряд воздушных операций, включая удары по аэродромам и судоходству у побережья Суматры. Так же был выполнен разведывательный полет на южной Малайей (операция Balsam).
В июле выполнял подобные действия у берегов Малайи, в рамках планирующей высадки в Малайе (операция Zipper). В августе началось выдвижение к местам высадки, однако операция была отложена по настоянию США.
9 сентября Роялист прикрывал эскортные авианосцы 21-го авианосной эскадры совместно с линкорами Nelson, Richelieu и крейсерами Ceylon, Cleopatra и Nigeria. 11 сентября присутствовал в Сингапуре на церемонии капитуляции, на чём Вторая мировая война для крейсера закончилась.

### Послевоенная служба
Роялист вернулся в Великобританию и был выведен в резерв в январе 1946 года. Корабль находился в нём до 1956 года, когда он был модернизирован и по окончании модернизации, 9 июля 1956 года передан Королевскому флоту Новой Зеландии.
10 лет крейсер выполнял роль флагманского корабля новозеландского флота, после чего был возвращен Royal Navy в 1967 году. Корабль был списан на утилизацию и продан японской компании Nissho Co. 31 декабря 1967 года он покинул Окленд и в январе 1968 года прибыл в Осаку на разборку.

## В культуре
Послужил прообразом крейсеру Ulysses в книге Алистера Mаклина «Корабль его величества „Улисс“», именно на Роялисте с 1943 по 1946 год служил автор